# Tryon (Nebraska)
Tryon település az Amerikai Egyesült Államok Nebraska államában, McPherson megyében, melynek megyeszékhelye is. Lakosainak száma 157 fő (2010).

## Története
Tryon eredetileg McPherson volt, és ezen a néven alapították 1890-ben.
A várost 1892-ben nevezték át Tryonra; a név forrása vitatott.

## Népesség
A település népességének változása:

| 2010 | 157 |